# Janez Drnovšek

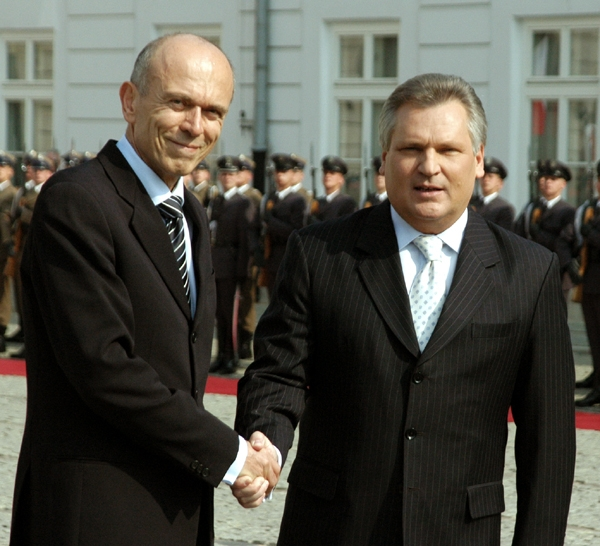
Drnovšek ve Varšavě s bývalým prezidentem Polska Aleksanderem Kwaśniewským

Janez Drnovšek (17. května 1950 Celje – 23. února 2008 Zaplana) byl slovinský a jugoslávský politik a ekonom.

## Osobní život a vzdělání
Janez Drnovšek se narodil 17. května v Celji. Vystudoval ekonomii na Lublaňské univerzitě (1973) a v roce 1986 získal doktorát na Univerzitě v Mariboru. V devadesátých letech získal čestné doktoráty. V roce 2004 získal funkci čestného senátora Evropské akademie věd a umění v Salcburku.
Po dokončení mariborské univerzity nastoupil do stavební firmy a poté začal pracoval jako specialista na mezinárodní finanční vztahy a úvěrovou a měnovou politiku v bance ve středním Slovinsku. Jeho zkušenosti a schopnosti umožnily, aby byl na rok jmenován ekonomickým poradcem na jugoslávském velvyslanectví v Káhiře.
V roce 1999 mu byla diagnostikována rakovina, byla mu odebrána ledvina a na čas došlo k zlepšení jeho stavu. V roce 2001 však Drnovšek přiznal, že byly zjištěny další metastázy v plicích a v játrech. Zhoršený zdravotní stav se projevil ve změně životního stylu a přechodem na veganskou stravu. Drnovšek opustil prezidentský palác a odebral se se svým psem do odlehlé vesnice Zaplany, kde pěstoval vlastní bioprodukty a pekl vlastní chleba. Drnovšek také odmítal léčbu, což vyvolávalo zděšení jeho lékařů. Ze Zaplany pak nejen kritizoval jednotnou zemědělskou politiku EU, ale také varoval Slovince a další národy, že žijí na pokraji apokalypsy. Drnovšek zahájil několik osobních kampaní, jedna z nich byla věnována míru v Dárfúru. V reakci na jeho zmínku o autonomii Kosova jako reálném východisku došlo k diplomatické roztržce s Bělehradem. Drnovšekova výstřednost a rozpory s vládou vyústily ve snížení prezidentského rozpočtu.
Drnovšek měl z nedlouhého manželství syna Jašu (* 1978). Po novoročním projevu k poslancům v roce 2006 Drnovšek v rozhovoru s médii přiznal, že má i nemanželskou dceru Nanu (* 1981).

## Politická kariéra

### V socialistické Jugoslávii
Ke zlomu v Drnovšekově životě došlo v roce 1989. Do funkce mělo být ustaveno nové federální Předsednictvo a jedním z kandidátů byl i Janez Drnovšek. V dubnu 1989 pak při volbě slovinskou skupštinou relativně neznámý Drnovšek – k velkému překvapení všech – porazil očekávaného vítěze voleb Marka Bulce, a to dokonce s velkým náskokem. Drnovšekův úspěch tkvěl v jasném vzkazu voličům, kterým byla učiněna nabídka tržní ekonomiky a politické demokracie. Stal se tak prvním nekomunistou v jugoslávském předsednictvu.
Již 15. května 1989 převzal naprosto neznámý odborník na finanční analýzu Drnovšek od Raifa Dizdareviće přímo vedení Předsednictva. V září 1989 na základě dohody slovinských komunistů s opozicí měl slovinský parlament přijmout ústavní dodatky k republikové ústavě. Jugoslávská lidová armáda (JNA) prosazovala v souvislosti s touto událostí zavedení mimořádných opatření, čemuž Drnovšek zabránil svou účastí na slavnostním zasedání Skupščiny, která 27. září 1989 přijala přes osmdesát dodatků republikové ústavy. Již na druhý den byly v srbských a černohorských městech zorganizovány demonstrace volající po jeho odchodu.
Od září 1989 do května 1990 byl Drnovšek také předsedou Hnutí nezúčastněných zemí. Tuto funkci po něm převzal Borislav Jović, který 15. května 1990 podle zásady rotace převzal také vedení federálního Předsednictva.

### Rozklad Jugoslávie
Počátek konce Jugoslávie byla smrt jugoslávského prezidenta Tita, jehož osobní autorita umožňovala fungování federace i jejích orgánů. Sám Tito svého času koncipoval tezi, podle které federace přežije, jestliže bude fungovat Svaz komunistů a armáda si zachová všejugoslávský charakter.
V lednu 1990 byl na neurčito přerušen 14. kongres SKJ, když rozpor mezi slovinskou a srbskou delegací dosáhl takové míry, že Slovinci jednání za cynického potlesku srbských straníků opustili. Ačkoliv byl federální premiér Marković přesvědčen o možnosti existence federace i bez integrujícího prvku SKJ, následné události svědčily o opaku. V důsledu ústavněprávních změn došlo k výměně delegátů autonomních oblastí SR Srbsko (Vojvodina a Kosovo) a také k nahrazení jugoslávsky smýšlejícího chorvatského delegáta Stipe Šuvara Stjepanem Mesićem.
V prosinci 1990 bylo ve Slovinsku uskutečněno referendum, které politické reprezentaci uložilo do půl roku provést nezbytné úkony k osamostatnění republiky. 25. června 1991 přijal slovinský parlament ústavní akt o samostatnosti a nezávislosti Slovinska. Federální premiér Ante Marković vydal pokyn JNA, která zahájila vojenské operace ve Slovinsku. Delegace ES se následně pokusila tuto situace řešit a za její účasti pak byla 7. července 1991 uzavřena Brionská deklarace, která stanovila mimo jiné tříměsíční moratorium na slovinskou (a chorvatskou) samostatnost. Jednotky JNA se měly dle dohody stáhnout do kasáren, kde se nacházely před vypuknutím konfliktu.
Na posledním zasedání Předsednictva SFRJ v plné sestavě 18. července 1991 v Bělehradu navrhl Drnovšek stažení JNA s veškerou výzbrojí z území Slovinska a uvolnění slovinských vojáků ze všech vojenských objektů v Jugoslávii. Drnovšek pro svůj návrh získal podporu nejen těch, kteří v květnu 1991 zablokovali ustavení Mesiće do funkce předsedy Předsednictva (tj. Srbska, Kosova, Vojvodiny a Černé Hory), ale také svazového ministra obrany generála Kadijeviće. Postupné stažení jugoslávských jednotek ze Slovinska dávalo tušit, že odchodu Slovinska z federace již nebude bráněno. Všechny tři komory slovinské Skupščiny již počátkem října 1991 deklarovaly vůli federaci opustit a po uplynutí moratoria se tak i stalo. Drnovšek ostatně sehrál v procesu osamostatnění významnou úlohu, právě tím, že za Slovinsko s velením Jugoslávské lidové armády vyjednával.

### Samostatné Slovinsko
Po rozkladu federálních institucí i samotné federace působil Drnovšek ve službách Slovinska především při vyjednáváních. Zanedlouho se stal předsedou Liberální demokracie Slovinska (LDS) a v roce 1992 pak vytvořil svou první vládu. S krátkou přestávkou v roce 2000 byl premiérem až do okamžiku zvolení prezidentem, přičemž neprohrál žádné volby.
V důsledku svého zdravotního stavu a náročnosti funkce premiéra se Drnovšek rozhodl kandidovat v roce 2002 na prezidenta. Zvítězil ve druhém kole, když porazil Barbaru Brezigar, která později působila jako slovinská generální prokurátorka.
Drnovšek prosazoval integraci Slovinska do Evropské unie a také přijetí odmítnuté Smlouvy o ústavě pro Evropu. Ke konci mandátu rostly Drnvošekovy výhrady k EU.
Do druhého volebního období již Drnovšek nekandidoval a právě ceremonie předání funkce Danilo Türkovi v prosinci 2007 byla posledním veřejným vystoupením tohoto slovinského politika.

## Literární tvorba
V roce 1996 byla vydána kniha Moja resnica (Moje pravda, anglicky: Escape from Hell), kde popsal svůj náhled na rozpad Jugoslávie, jehož byl přímým účastníkem. Dále Drnovšek publikoval různé studie a monografie. V roce 2007 napsal Pogovori (Dialogy), kde se zaobíral základními otázkami lidské existence, smyslem života a osudem lidské rasy.
Janez Drnovšek zemřel po dlouhé a těžké nemoci ve svém domě v Zaplaně 23. února 2008.